# Tobias corticatus
Tobias corticatus är en spindelart som beskrevs av Cândido Firmino de Mello-Leitão 1917. 
Tobias corticatus ingår i släktet Tobias och familjen krabbspindlar. Inga underarter finns listade i Catalogue of Life.